# 亚历山德罗·弗洛伦齐
亚历山德罗·弗洛伦齐（義大利語：Alessandro Florenzi，發音：[alesˈsandro floˈrɛntsi]，1991年3月11日—），是一名意大利職業足球员，现效力於意大利足球甲级联赛球队AC米兰。司职中场或右閘。
在國家隊方面，弗洛伦齐曾代表意大利 U21參加2013年歐洲U-21足球錦標賽，獲得亞軍。他亦曾代表意大利国家足球队參加2016年歐洲國家盃。

## 俱乐部生涯

### 罗马
弗洛伦齐出自家乡球队罗马的青训体系，2010年夏季进入罗马一线队。2011年5月22日，他在罗马3比1击败桑普多利亚的比赛中替补弗朗切斯科·托蒂出场，上演意甲联赛首秀。
2011年夏季，他被租借到意乙联赛球队克罗托内锻炼。2011年8月27日，他首次代表克罗托内出场，并取得职业生涯的首球，帮助克罗托内主场2比1击败利沃诺。2012年6月22日，克罗托内以25万欧元的价格得到弗洛伦齐的一半所有权，不过罗马又在7月6日以125万欧元将其所有权购回，弗洛伦齐正式回归罗马。
2012年9月2日，弗洛伦齐首次代表罗马队首发出场，并在比赛中射进个人在罗马的首球，帮助罗马客场3比1击败国际米兰。之后他占据球队的主力位置，2012/13赛季为罗马在联赛出场36次，射进3球。

### AC米兰
2022年7月1日，AC米兰宣布从罗马永久签下弗洛伦齐，合同至2025年6月30日結束。

## 国家队生涯
2012年11月14日，弗洛伦齐在意大利和法国的国际友谊赛中首次代表成年国家队出场。他在2014年世界杯外围赛意大利2比2战平亚美尼亚的比赛射进国家队首球。
2021年6月，弗洛倫齊入選了義大利參加2020年歐洲國家盃的大名單。7月11日，他隨隊獲得歐洲國家盃冠軍。

## 榮譽

### 球會
巴黎聖日耳曼
- 法國超級盃 冠軍：2020年
- 法國盃 冠軍：2020-21[10]賽季

### 國家隊
義大利U21
- 歐洲U-21足球錦標賽亞軍：2013年

 義大利
- 歐洲國家盃冠軍：2020[9]

### 個人
- 義甲公平競賽獎：2015–16賽季

### 勳章
- 5級／騎士－意大利共和國功勳騎士勳章：2021[11]

## 外部連結
- Soccerway資料庫：亚历山德罗·弗洛伦齐